# 康暦
康暦（、旧字体：康曆）は、日本の南北朝時代の元号の一つ。北朝方にて使用された。永和の後、永徳の前。1379年から1381年までの期間を指す。この時代の天皇は、北朝方が後円融天皇。南朝方が長慶天皇。室町幕府将軍は足利義満。

## 改元
- 永和5年3月22日（ユリウス暦1379年4月9日） 疫病・兵革による改元
- 康暦3年2月24日（ユリウス暦1381年3月20日） 永徳に改元

菅原秀長の『迎陽記』によれば、室町幕府から准三后二条良基を介して、改元の日時や使用する文字に関して様々な介入があったことが記されている。当時、改元は朝廷の権限であったが、室町幕府の同意なくして実現できなかった状況を反映している。

## 康暦期におきた出来事
元年(1379年)
- 2月、室町幕府将軍足利義満が土岐頼康らの追討令を出す。
- 3月、関東管領の上杉憲春が鎌倉公方の足利氏満を諫止するために自害する。
- 7月、伊勢貞継が幕府政所執事に就任する。
- 義満が幕府管領の細川頼之を罷免し、頼之が幕政から失脚する康暦の政変が起こる、後任は斯波義将。

2年(1380年)
- 小山義政が宇都宮基綱を殺害し、足利氏満が義政追討令を出し小山義政の乱が起こる。

## 西暦との対照表
※は小の月を示す。
| 康暦元年（己未） | 一月      | 二月※ | 三月※ | 四月  | 閏四月※ | 五月※ | 六月  | 七月  | 八月※ | 九月  | 十月   | 十一月  | 十二月※  |
| 天授五年         | 一月      | 二月※ | 三月※ | 四月  | 閏四月※ | 五月※ | 六月  | 七月  | 八月※ | 九月  | 十月   | 十一月  | 十二月※  |
| ---------------- | --------- | ----- | ----- | ----- | ------- | ----- | ----- | ----- | ----- | ----- | ------ | ------- | -------- |
| ユリウス暦       | 1379/1/19 | 2/18  | 3/19  | 4/17  | 5/17    | 6/15  | 7/14  | 8/13  | 9/12  | 10/11 | 11/10  | 12/10   | 1380/1/9 |
| 康暦二年（庚申） | 一月      | 二月※ | 三月※ | 四月  | 五月※   | 六月※ | 七月  | 八月※ | 九月  | 十月  | 十一月 | 十二月※ |          |
| 天授六年         | 一月      | 二月※ | 三月※ | 四月  | 五月※   | 六月※ | 七月  | 八月※ | 九月  | 十月  | 十一月 | 十二月※ |          |
| ユリウス暦       | 1380/2/7  | 3/8   | 4/6   | 5/5   | 6/4     | 7/3   | 8/1   | 8/31  | 9/29  | 10/29 | 11/28  | 12/28   |          |
| 康暦三年（辛酉） | 一月      | 二月  | 三月※ | 四月※ | 五月    | 六月※ | 七月※ | 八月  | 九月※ | 十月  | 十一月 | 十二月※ |          |
| 弘和元年         | 一月      | 二月  | 三月※ | 四月※ | 五月    | 六月※ | 七月※ | 八月  | 九月※ | 十月  | 十一月 | 十二月※ |          |
| ユリウス暦       | 1381/1/26 | 2/25  | 3/27  | 4/25  | 5/24    | 6/23  | 7/22  | 8/20  | 9/19  | 10/18 | 11/17  | 12/17   |          |